# Episodi di Fatma (serie televisiva)
La prima stagione della serie televisiva drammatica turca Fatma, composta da 6 episodi, è stata distribuita sulla piattaforma di streaming Netflix il 27 aprile 2021.
| nº | Titolo originale   | Titolo italiano        | Pubblicazione Turchia | Pubblicazione Italia |
| -- | ------------------ | ---------------------- | --------------------- | -------------------- |
| 1  | Yer Çekimi         | Forza di gravità       | 27 aprile 2021        | 27 aprile 2021       |
| 2  | Toz                | Polvere                | 27 aprile 2021        | 27 aprile 2021       |
| 3  | Yüzüme Bak         | Guardami               | 27 aprile 2021        | 27 aprile 2021       |
| 4  | Analar ve Oğulları | Madri e figli          | 27 aprile 2021        | 27 aprile 2021       |
| 5  | Cam Kenarı         | Il posto al finestrino | 27 aprile 2021        | 27 aprile 2021       |
| 6  | Düşüş              | Caduta                 | 27 aprile 2021        | 27 aprile 2021       |